# 細谷四方洋
細谷 四方洋（ほそや しほみ、1938年3月8日 - 2024年1月22日）は、広島県尾道市出身の元レーシングドライバー。
トヨタ純血ワークスチームだった「チーム・トヨタ」のキャプテンを務めた。

## 来歴
父親は警察官だったが広島市で原爆に遭い殉職したという。
広島県立尾道商業卒業。1963年に開催された第1回日本グランプリのC-IIクラス（400〜700cc）に、完全ノーマルのトヨタ・パブリカ700でプライベーター（個人）として出場し3位。
その技術を見込まれ1964年、トヨタのワークスドライバーになる。当時のトヨタは、開発を行うトヨタ自工と販売を行うトヨタ自販が別々だったが（後に合併）、細谷はプロとしてトヨタ自工と契約し技術部に所属。トヨタ・2000GT開発ではボデーライン設計や走行テストを担当した。同年の第2回日本グランプリT-IIクラスでパブリカに乗り2位。
1965年10月のKSCCオール関西チャンピオンレースのGT-IIクラスでコロナに乗り優勝。
1966年、トヨタ自工の正式なワークスチームとして「チーム・トヨタ」が発足。当初のメンバーは細谷、田村三夫、福澤幸雄の3人で、細谷がキャプテンに任命された。2000GTプロトタイプによる速度記録挑戦の際に津々見友彦と鮒子田寛がチーム・トヨタに加わり、5人のローテーションで同年10月に数々の世界記録を樹立。レースでは、同年1月の鈴鹿500kmレースでトヨタ・スポーツ800に乗り優勝、同年3月のクラブマン富士大会（富士スピードウェイのオープニングレース）でトヨタRTX（1600GTの原型）に乗り優勝、同年6月の鈴鹿1000kmレースで2000GTに乗り2位（田村三夫とペア）などの成績をあげる。
1967年4月の富士24時間耐久で2000GTに乗り優勝（大坪善男とペア）。同年7月の富士1000km耐久で優勝（同）。
1968年6月、トヨタ初の本格的プロトタイプレーシングカーであるトヨタ7に乗り、鈴鹿自動車レースで優勝。同年8月の鈴鹿12時間レースで、トヨタ7に乗り優勝（大坪善男とペア）。
1969年10月、日本グランプリでトヨタ7に乗り5位。なお同年2月のトヨタ7の開発テスト中に、同僚の福澤幸雄が事故死する悲劇に見舞われている。
1970年、トヨタおよびライバルの日産が日本グランプリ不参加を表明し、日本グランプリは中止。トヨタ7はターボ装備で改良が進んでいたが、同年8月にチーム・トヨタのホープだった川合稔がテスト中に事故死したことなどを受け、開発が中断。チーム・トヨタも事実上の活動中止状態になる。
1971年、TMSC-Rというレースチーム運営の会社が発足。細谷もTMSC-Rに加わり、同年11月の日本オールスターレースでトヨタ・セリカ1600GTに乗り優勝。
1973年前後に現役を引退。以後はトヨタの嘱託として社員教育などに携わった。
2010年代には、GAZOOレーシングフェスティバルでトヨタ７、ベッキオバンビーノ等のクラシックカーラリーで、トヨタ2000GTを走らせてファンを楽しませている。
2016年9月　初の著書となる「トヨタ2000GTを愛した男たち」を三恵社から出版。
2023年3月　運転免許証を85歳にて自主返納。「免許の返納は自分にできる社会貢献」とドライバー人生に区切りをつけた。
現在は、愛知県岡崎市のRocky Autoが制作する3000GTの監修を勤めている。
2024年1月30日にレジェンドレーシングドライバーズクラブの総会にて死去が公表された。85歳没。

## エピソードなど
父親が殉職していることなどから、細谷の生家は決して裕福ではなかったという。第1回日本グランプリに出場を予定していた自営業の知人が身内の急病で出場不可能になり、全ての権利を細谷に譲ってくれたことが、レーシングドライバーになるきっかけだったという。細谷はレース前の練習として鈴鹿サーキットを1回走った程度で、借り受けた車両もホワイトリボンタイヤが付いたままの完全ノーマルだったという。それまで電機会社に勤め家庭を持っていたが、日本グランプリ出場を機にトヨタと契約を結び、レースのほか開発ドライバーとしても仕事をこなした。
細谷は常にレーシングスーツを2着用意していた。トヨタのドライバー仲間だった浮谷東次郎やチーム・トヨタの後輩の川合稔が亡くなった際、遺体には細谷のスペアスーツを着せたという。
チーム・トヨタのメンバーが後に座談会を行い「誰が一番速かったか」を話し合った際、福澤幸雄（既に死去）などに並び、複数のメンバーから「契約更改前のテストでは細谷さんが一番速かった」という証言が出ている。細谷自身は「久木留博之君（ダイハツからトヨタに移籍）が一番だった」と述べている。
細谷はチーム・トヨタのキャプテンとして、調子のいいエンジンを「乗れている」（調子がよくタイムが速い）同僚に回し、自分は常に最後（調子の出ていない）のエンジンを選んでいたという。自分の勝利よりチームの勝利を優先していたためだという。
福澤幸雄がトヨタ7のテスト中に事故死した件（1969年2月）に関し、細谷は後に「トヨタ7はル・マン24時間レースやカンナムレースも視野に入れていた。ル・マン用マシンは時速300kmを超えるのを目標に僕（細谷）がテストしていた。悪口のように聞こえたら本意ではないが、僕がマシンをテストし『もう少し煮詰めが必要』と述べたら、福澤君が『そのくらい乗れないでプロと言えますか』ときた。ドライバーはみな自分が一番と思うもので、福澤君はセンスがあり速かったが、少し自信過剰になっていたかも知れない」などと述べている。川合稔が事故死した件（1970年8月）に関しては「1969年の日本カンナムで川合君が優勝したのは、運もありチームのサポートもあった。その後に彼から『レースの勝ち方が分かりましたよ』と言われ、僕（細谷）のボディカラーだった赤を譲ってほしいと言い出したりしたのに対し、何か大きな勘違いをしていなければいいがと思った」などと語っている。